# Hudson Super Six
La Super Six è un'autovettura prodotta dalla Hudson dal 1917 al 1928, nel 1933 e dal 1940 al 1951. I tre modelli, a dispetto del nome, erano molto differenti tra loro. 

## Storia
La Super Six era caratterizzata da un motore a sei cilindri. Dopo essere stata prodotta dal 1917 al 1928, fu reintrodotta nel 1933. Questa nuova Super Six era completamente differente dall'omonimo modello precedente. Nel 1940 venne lanciata sui mercati una nuova Super Six, anch'essa profondamente diversa dai modelli omonimi antenati. La produzione si interruppe nel 1941 con lo scoppio della seconda guerra mondiale, per poi riprendere nel 1946 a conflitto terminato e terminare definitivamente nel 1951. Nell'ultimo anno di produzione, la vettura fu denominata Super Custom Six.

## La prima serie: 1917–1928

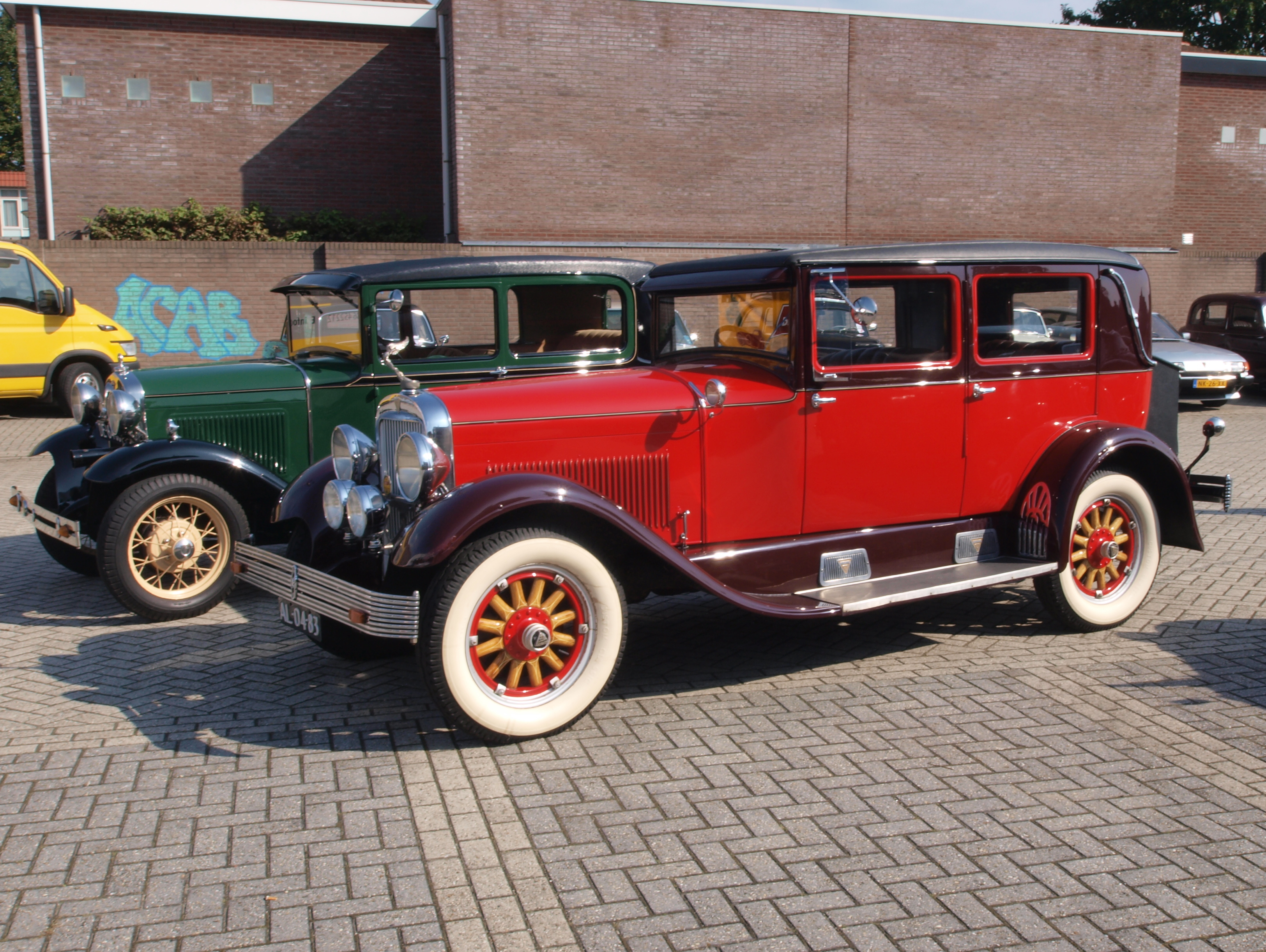
Una Hudson Super Six berlina del 1928

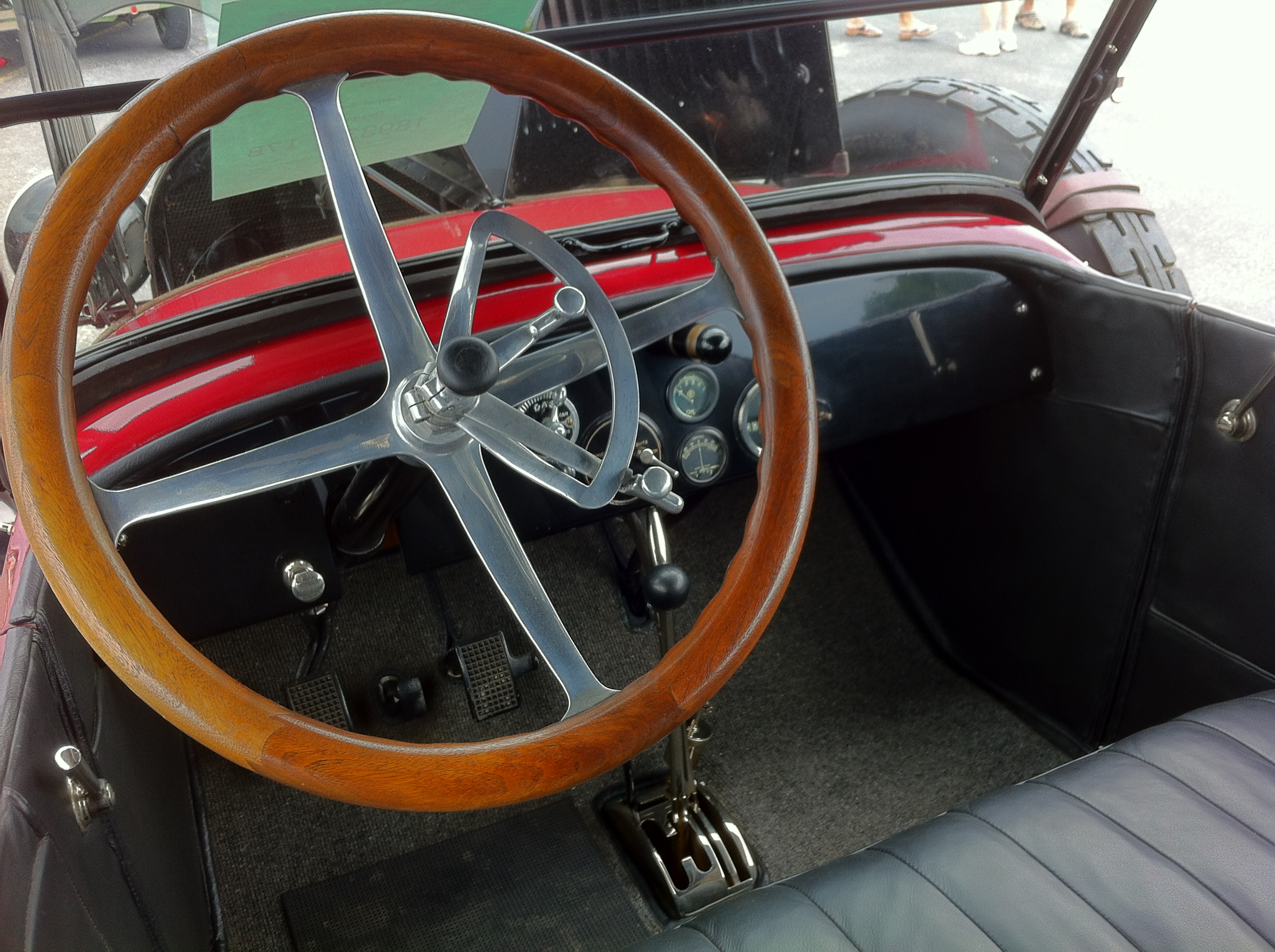
Gli interni di una Hudson Super Six phaeton del 1921

Il modello fu introdotto nel gennaio 1916 per il model year 1917. Sostituì la Six-40, la Six-54 e la G-Serie. La Super Six fu disponibile per il pubblico nel luglio 1916. Il modello montava un motore a sei cilindri da 4.736 cm³ di cilindrata avente un alesaggio di 88,9 mm e una corsa di 127 mm. Questo propulsore erogava 76 CV di potenza. Il cambio era a tre rapporti, mentre la trazione era posteriore. I freni erano meccanici e agivano sulle ruote posteriori.
La carrozzeria era berlina quattro porte o phaeton due porte. Il modello fu oggetto di aggiornamenti nel 1919, nel 1920 e nel 1921. Nel 1924 l'interasse passò da 3.188 mm a 3.239 mm. Nel 1927 la Super Six fu rivista completamente. Il motore fu potenziato a 92 CV, la meccanica fu aggiornata ed l'interasse passò da 2.997 mm a 3.235 mm. I freni ora agivano sulle quattro ruote. I modelli a passo corto raggiungevano la velocità massima di 160 km/h. Sempre nel 1927, una Super six vinse la 1000 Miglia in Culver ad una velocità media di oltre 120 km/h.
Nel 1928 il passo fu portato a 3.010 mm. Nonostante le vendite, che furono buone, fu deciso, sempre nel 1928, di far uscire di produzione il modello dopo 12 anni di commercializzazione durante i quali furono assemblati 524.919 esemplari. La Super Six, infatti, rispetto alla concorrenza, era diventata datata. L'anno successivo fu infatti sostituita dalla Greater Hudson. 
Una Hudson Six action del 1926 è l'automobile, modificato a cargo, con cui nel film Furore la famiglia Joad intraprende il suo lungo e drammatico viaggio della speranza dall' Oklahoma alla California lungo la Route 66.

## La seconda serie: 1933
Nel 1933 la Super Six fu introdotta nuovamente. Il modello montava un motore a sei cilindri da 3.164 cm³ di cilindrata avente un alesaggio da 74,6 mm e una corsa da 120,7 mm. Questo propulsore erogava, a seconda della versione, 73 CV o 80 CV. Era disponibile in versione a due o quattro porte. Uscì di produzione già l'anno successivo. La Hudson decise infatti di offrire, nel 1934, solo modelli con motore a otto cilindri. Questa situazione restò tale fino al 1935, quando la casa automobilistica statunitense introdusse un nuovo modello con propulsore a sei cilindri, la Big Six. 

## La terza serie: 1940–1951

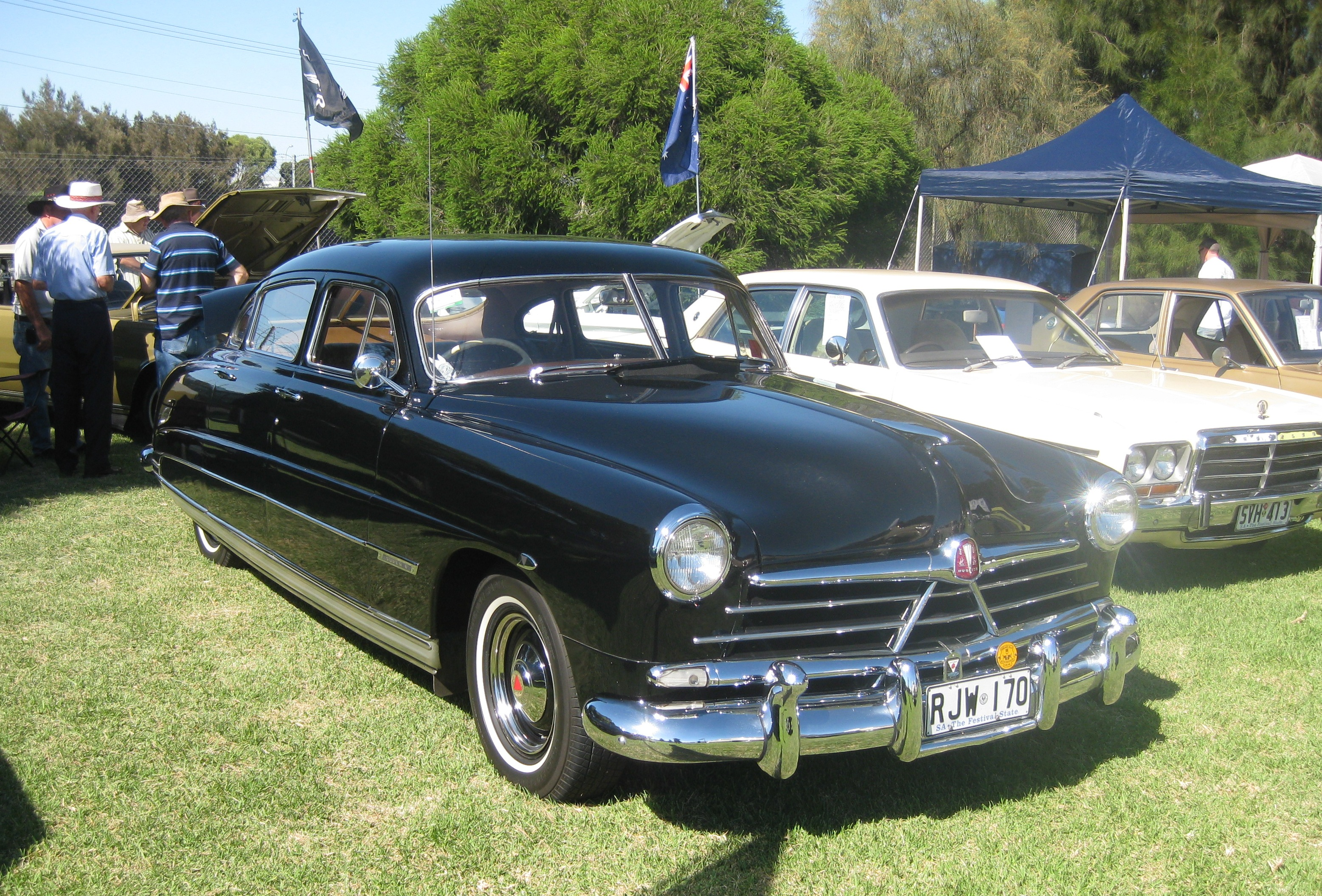
Una Hudson Super Six berlina del 1950

La Super Six fu reintrodotta nel 1940 insieme ad un altro modello con motore a sei cilindri, la DeLuxe Six. La Super Six era dotata di un motore a sei cilindri da 3.474 cm³ di cilindrata avente un alesaggio da 76,2 mm e una corsa da 127 mm. Questo propulsore erogava 102 CV. Il cambio era a tre rapporti con leva sullo sterzo, mentre la trazione era posteriore. Le sospensioni erano indipendenti e i freni erano idraulici sulle quattro ruote.
Nel 1941 l'interasse passò da 2.997 mm a 3.073 mm. La produzione si interruppe temporaneamente nel febbraio del 1942 a causa dello scoppio della seconda guerra mondiale. L'assemblaggio della Super Six riprese nel 1946, a conflitto terminato. Gli esemplari postbellici erano caratterizzati da una nuova calandra. Nel 1947 e nel 1948 il modello fu oggetto di aggiornamenti. Nel 1948 il passo fu allungato da 2.997 mm a 3.150 mm. Nell'occasione, fu introdotto un nuovo motore da 4.293 cm³ di cilindrata avente un alesaggio da 90,5 mm e una corsa da 111,1 mm. Questo propulsore erogava 121 CV, potenza che crebbe nel 1950 a 123 CV. Nel 1951, suo ultimo anno di produzione, fu aggiornata la calandra. Nell'ultimo anno di produzione, la vettura fu denominata Super Custom Six.